# Albert Posch
Albert Posch (* 19. Juli 1978 in Vorau) ist ein österreichischer Jurist. Seit 1. Mai 2020 leitet er den Verfassungsdienst des Bundeskanzleramts. Er ist designierter Präsident des Verwaltungsgerichtshofs.

## Werdegang
Posch studierte Rechtswissenschaften an der Karl-Franzens-Universität Graz. Nach dem Abschluss des Diplomstudiums promovierte er mit einer Dissertation zum Vorrang des Unionsrechts vor Verfassungsrecht bei Christoph Grabenwarter. Von 2002 bis 2005 war er Assistent am Institut für Öffentliches Recht und Politikwissenschaft der Karl-Franzens-Universität Graz. 2005 wechselte er als Referent in den Verfassungsdienst, wo er zum Leiter des Referats für EU-Gerichtsbarkeit aufstieg. Von 2008 bis 2009 studierte er im Rahmen des Fulbright-Programm an der Columbia Law School.
Ab 2013 stand Posch als verfassungsrechtlicher Berater den Vizekanzlern Michael Spindelegger, Reinhold Mitterlehner und Wolfgang Brandstetter zur Seite. In der Bundesregierung Kurz I war er Kabinettchef von Kanzleramtsminister Gernot Blümel. Während der Übergangsregierung Bierlein war Posch Leiter des Rechtsdienstes des Bundeskanzleramtes (damals Gruppe IV/B). Ende Jänner 2020 wurde Posch mit der interimistischen Leitung, am 1. Mai 2020 mit der Leitung des Verfassungsdiensts im Bundeskanzleramt betraut.
Am 4. Juni 2025 wurde Posch von der Bundesregierung mit Wirksamkeit 1. September 2025 als Präsident des Verwaltungsgerichtshofs nominiert. Die Angelobung durch den Bundespräsidenten erfolgte am 26. Juni 2025.